# 615
615 (DCXV) var ett normalår som började en onsdag i den julianska kalendern.

## Händelser

### November
- 13 november – Sedan Bonifatius IV har avlidit den 8 eller 25 maj väljs Adeodatus I till påve.

## Födda
- Buyeo Yung, kronprins av Baekje.

## Avlidna
- 8 eller 25 maj – Bonifatius IV, påve sedan 608.